# Castle Hills (Teksas)
Castle Hills je grad u američkoj saveznoj državi Teksas. Prema popisu stanovništva iz 2010. u njemu je živjelo 4.116 stanovnika.